# Consonante faríngea
Una consonante faríngea es un tipo de consonante que se articula con la raíz de la lengua contra la faringe.

## Consonante faríngea según el AFI
Consonantes faríngeas según el Alfabeto Fonético Internacional (AFI):
| IPA | Descripción               | Ejemplo (Somalí) | Ejemplo (Somalí) | Ejemplo (Somalí) |
| IPA | Descripción               | Ortografía       | IPA              | Significado      |
| --- | ------------------------- | ---------------- | ---------------- | ---------------- |
|     | Fricativa faríngea sonora | caadi            | [ʕaːdi]          | normal           |
|     | Fricativa faríngea sorda  | xood             | [ħoːd]           | caña             |